# Румунија на Европском првенству у атлетици у дворани 2019.
Румунија је учествовала на 35. Европском првенству у дворани 2019 који се одржао у Глазгову, Шкотска, од 1. до 3. марта. Ово је било тридесет треће европско првенство у дворани на коме је Румунија учествовала. Репрезентацију Румуније представљала су 12 такмичара (5 мушкараца и 7 жена) који су се такмичили у 10 дисциплине (3 мушке и 6 женских).
На овом првенству Румунија није освојила ни једну медаљу. У табели успешности према броју и пласману такмичара који су учествовали у финалним такмичењима (првих 8 такмичара) Румунија је са 3 учесника у финалу заузела 29. место са 7 бодова.
| Пл. | Земља    | 1. место | 2. место | 3. место | 4. место | 5. место | 6. место | 7. место | 8. место | Бр. фин.-Бод. |
| --- | -------- | -------- | -------- | -------- | -------- | -------- | -------- | -------- | -------- | ------------- |
| 29. | Румунија | -        | -        | -        | -        | 1-4      | -        | 1-2      | 1-1      | 3-7           |

## Учесници
| Мушкарци: - Петре Резмивес — 60 м - Ionut Andrei Neagoe — 60 м - Алекандру Терпезан — 60 м - Дорин Андреј Русу — 1.500 м - Андреј Мариус Гаг — Бацање кугле | Жене: - Марина Андреа Бабои — 60 м - Андреа Миклош — 400 м - Бјанка Разор — 800 м - Клаудија Бобоча — 1.500 м - Даниела Станчу — Скок увис - Алина Ротару — Скок удаљ - Флорентина Маринку — Скок удаљ |  |

## Резултати

### Мушкарци
| Атлетичар           | Дисциплина   | Лични рекорд | Квалификације | Квалификације | Полуфинале            | Полуфинале            | Финале                | Финале       | Детаљи |
| Атлетичар           | Дисциплина   | Лични рекорд | Резултат      | Место         | Резултат              | Место                 | Резултат              | Место        | Детаљи |
| ------------------- | ------------ | ------------ | ------------- | ------------- | --------------------- | --------------------- | --------------------- | ------------ | ------ |
| Петре Резмивес      | 60 м         | 6,69         | 6,77 'КВ      | 3. у гр. 2    | 6,81                  | 8. у гр. 2            | Није се квалификовао  | 21 / 44 (45) |        |
| Ionut Andrei Neagoe | 60 м         | 6,74         | 6,88          | 7. у гр. 4    | Нису се квалификовали | Нису се квалификовали | Нису се квалификовали | 35 / 44 (45) |        |
| Алекандру Терпезан  | 60 м         | 6,77         | 6,92          | 5. у гр. 1    | Нису се квалификовали | Нису се квалификовали | Нису се квалификовали | 38 / 44 (45) |        |
| Дорин Андреј Русу   | 1.500 м      | 3:44,26      | 3:57,52       | 9. у гр. 1    |                       |                       | Нису се квалификовали | 25 / 25 (28) |        |
| Андреј Гаг          | Бацање кугле | 20,89        | 19,70         | 15.           | 15 / 18               |                       | Нису се квалификовали |              |        |

### Жене
| Атлетичарка         | Дисциплина | Лични рекорд | Квалификације | Квалификације | Полуфинале            | Полуфинале            | Финале                | Финале       | Детаљи |
| Атлетичарка         | Дисциплина | Лични рекорд | Резултат      | Место         | Резултат              | Место                 | Резултат              | Место        | Детаљи |
| ------------------- | ---------- | ------------ | ------------- | ------------- | --------------------- | --------------------- | --------------------- | ------------ | ------ |
| Марина Андреа Бабои | 60 м       | 7,36         | 7,44          | 4. у гр. 4    | Нису се квалификовале | Нису се квалификовале | Нису се квалификовале | 30 / 42 (43) |        |
| Андреа Миклош       | 400 м      | 53,82        | 53,87 ЛРС     | 5. у гр. 3    | Нису се квалификовале | Нису се квалификовале | Нису се квалификовале | 31 / 37      |        |
| Бјанка Разор        | 800 м      | 2:04,98      | 2:05,55 КВ    | 2. у гр. 3    | 2:03,65               | 5. у гр. 1            | Није се квалификовала | 9 / 21       |        |
| Клаудија Бобоча     | 1.500 м    | 4:07,05      | 4:09,67 кв    | 3. у гр. 1    |                       |                       | 4:13,40               | 7 / 22 (24)  |        |
| Даниела Станчу      | Скок увис  | 1,94         | 1,89 кв       | 5. у гр. А    | 1,87                  | 12 / 26               |                       |              |        |
| Алина Ротару        | Скок удаљ  | 6,74         | 6,66 КВ       | 6.            | 6,64                  | 5 / 17 (18)           |                       |              |        |
| Флорентина Маринку  | Скок удаљ  | 6,79         | 6,52 кв, ЛРС  | 7.            | 6,49                  | 8 / 17 (18)           |                       |              |        |